# Jamsaren
Jamsaren is een bestuurslaag in het regentschap Kediri van de provincie Oost-Java, Indonesië. Jamsaren telt 4784 inwoners (volkstelling 2010).